# Luna Almaden
Luna Almaden is een stripalbum dat voor het eerst is uitgegeven in maart 2005 met Denis Lapière als schrijver, Frédéric Seron als tekenaar, Cerise als inkleurder en Didier Gonord als grafische vormgever. Deze uitgave werd uitgegeven door Dupuis in de collectie vrije vlucht.